# خیابان شرم
آخرین اثر میزوگوچی، موضوعی امروزی دارد و به طریقهٔ سیاه و سفید فیلمبرداری شده‌است. نام فیلم خیابان شرم است و قصهٔ پنج زن را با پس‌زمینه‌های متفاوت اجتماعی و شخصی بازگو می‌کند که در خانهٔ رؤیاها، که مکان بدنامی است، گردهم آمده‌اند. میزوگوچی می‌خواست تا فضای فیلمش شبه مستند باشد؛ اما صاحبان این‌گونه مکان‌ها اجازه فیلمبرداری به او ندادند. برخلاف اینکه فیلم فضای سردی دارد، اما به پرفروشترین ساختهٔ میزوگوچی بدل شد. این فیلم نخستین اثر دربارهٔ زندگی معاصر ژاپن است که تحسین بسیاری از تماشاگران آمریکایی را برانگیخت. فیلیپ دمون سابلن، میزوگوچی را به آهنگسازی تشبیه می‌کند که با ریتم و تنالیته سروکار دارد. او اعتقاد دارد که میزوگوچی همانند ماکس افولس و اتو پره مینجر، تمامی ابتکار و خلاقیت خویش را به کار می‌گیرد تا هنرپیشه‌اش بتواند کنه وجود خویش را بر پرده آشکارکند.

## خلاصه داستان
دربارهٔ فیلم: آخرین فیلم میزوگوچی به یکی از موضوعات مورد علاقهٔ او می‌پردازد؛ زنان روسپی. فیلم داستان زندگی پنج زن روسپی که در یک‌جا با هم کار می‌کنند را روایت می‌کند، هر یک بنا به دلایلی مجبور به تن‌فروشی شده‌اند و مهم‌تر آنکه جامعه در قبال این زنان بی‌مسئولیت است.